# Mylo
Mylo是索尼公司于2006年8月发布的一款数码通讯终端，其形状酷似PSP。Mylo是My Life Online的缩写。它拥有标准Wi-Fi，可以用内置的Skype与人通话，也可以发送短信。Mylo内置了Opera浏览器，可以用藏在屏幕下方的键盘浏览网页，也可用MSN Messenger、Google Talk等主流通讯软件与人随时沟通。在每次开机之后，Mylo将会自动搜寻离你最近的热点。估计其将会在2006年9月份上市，价格大概是350美元。

## 外部連結
- Sony Mylo可能引發「數位暴動」？ （繁體中文）